# اشلی نیک
اشلی نیک (انگلیسی: Ashley Nick؛ زادهٔ ۲۷ اکتبر ۱۹۸۷) بازیکن فوتبال اهل ایالات متحده آمریکا است.
از باشگاه‌هایی که در آن بازی کرده‌است می‌توان به باشگاه فوتبال آپولون لیماسول، اسکای بلو اف‌سی، وسترن نیویورک فلش، و هیوستون دش اشاره کرد.
وی همچنین در تیم ملی فوتبال زیر ۲۳ سال زنان ایالات متحده آمریکا بازی کرده‌است.